# Amenhotep (Vizekönig von Kusch)
Amenhotep war ein hoher altägyptischer Beamter der 18. Dynastie, der unter Thutmosis IV. amtierte. Er war Vizekönig von Kusch und damit der leitende Beamte in den nubischen Provinzen. Er ist von einer Inschrift auf der Insel Sehel, ganz im Süden von Ägypten, bekannt. Auf dieser Insel befinden sich Felsen, auf denen sich ausgesprochen viele Inschriften befinden, die von lokalen Beamten, aber auch von hohen Würdenträgern, die hier vorbei kamen, angebracht wurden. In dieser Inschrift trägt Amenhotep die Titel Vorsteher der Rinder des Amun, Vorsteher der Arbeiten in Ober- und Unterägypten, Oberster der Ställe seiner Majestät und Vorsteher der südlichen Fremdländer. Sein eigentlicher Amtstitel ist dort Königssohn von Kusch, auch oft als Vizekönig von Kusch übersetzt. Der Titel erscheint hier zum ersten Mal in seiner vollen Form, während die Amtsträger vorher immer nur als Königssohn bezeichnet wurden. Die Felsinschrift ist nicht datiert, doch gibt es eine unter Thutmosis IV. datierte Stele, auf der ein Königssohn und Vorsteher der Rinder des Amun erscheint. Es wird sich um dieselbe Person handeln. Von Amenhotep fand sich auch eine Statue in Deir el-Medina.